# 디디에 예툼바 롱질라
디디에 예툼바 롱질라(Didier Etumba Longila, 1955년 7월 15일 ~ )는 콩고 민주 공화국의 군인 겸 외교관이자 정치인이다.

## 생애
1979년 벨기에 육군사관학교 문학사 학위 취득을 한 그는 그 해 1979년 3월 2일을 기하여 벨기에 육군 소위 임관을 하였으며 1980년 2월 15일을 기하여 자이르에 귀국하였고 곧바로 자이르 육군 소위에 편입되었으며 1981년 3월 9일을 기하여 자이르 육군 중위 진급하였고 1982년 자이르 킨샤사 대학교 사회학과 입학하였으며 1985년 1월 23일을 기하여 자이르 육군 대위 진급, 1986년 자이르 킨샤사 대학교 사회학과 학사 학위하였고 그 후 석사 학위 등을 모두 마친 이후 1994년 3월 21일을 기하여 자이레 육군 소령 진급, 훗날 육군 소령 시절이던 1997년 5월 16일에 콩고 민주공화국 재창건 사태를 목도하였으며 그 해 42세의 나이로 콩고 민주공화국 육군 소령에 재편입되었고 1998년 12월 1일을 기하여 콩고 민주공화국 육군 중령 진급, 2002년 1월 20일을 기하여 콩고 민주공화국 육군 대령 진급하였으며 1년 후 2003년 5월 31일을 기하여 콩고 민주공화국 육군 준장 진급하면서 48세로 장군이 되었고 2006년 1월 19일을 기하여 콩고 민주공화국 육군 소장 진급, 2007년 2월 23일을 기하여 콩고 민주공화국 육군 중장 진급, 그 후 2008년 1월 23일을 기하여 콩고 민주공화국 육군 대장 진급하였는데 그 해 콩고 민주공화국 육군 대장 시절이던 2008년 11월 17일, 콩고 민주공화국 합동군사참모본부 항공야전군사령관 직에 보임되었으며 이후 2013년 1월 16일을 기하여 콩고 민주공화국 육군 원수 진급하였고 그 후 2018년 7월 14일을 기하여 콩고 민주공화국 육군 원수 예편하였다. 그 후 2018년 8월 21일에서부터 2018년 9월 27일까지 달포 남짓 콩고 민주 공화국 비밀정보국 외교차장보 직위를 지냈다.

## 학력
- 1979년 벨기에 육군사관학교 문학사
- 1983년 미국 버지니아 종합군사학원 졸업
- 1986년 자이레 킨샤사 대학교 사회학과 학사
- 1988년 벨기에 리에주 시립 대학교 대학원 법학과 법학석사(LM)
- 1990년 자이레 킨샤사 대학교 대학원 경영학 석사(MBA)